# 174 v. Chr.
Portal Geschichte | Portal Biografien | Aktuelle Ereignisse | Jahreskalender | Tagesartikel

◄ |
3. Jahrhundert v. Chr. |
2. Jahrhundert v. Chr. |
1. Jahrhundert v. Chr. |
►

◄ | 190er v. Chr. | 180er v. Chr. | 170er v. Chr. | 160er v. Chr. |
150er v. Chr. |
►

◄◄ | ◄ | 177 v. Chr. | 176 v. Chr. | 175 v. Chr. | 174 v. Chr. |
173 v. Chr. |
172 v. Chr. |
171 v. Chr. |
► |
►►
Staatsoberhäupter

## Gestorben
- Gnaeus Servilius Caepio, römischer Politiker
- Marcus Sempronius Tuditanus, römischer Politiker
- Mao-tun, Herrscher der hunnischen Hsiun-nu (* 234 v. Chr.)
- Titus Quinctius Flamininus, römischer Feldherr und Politiker (* um 230 v. Chr.)